# Răzvan Florea
Răzvan Ionuț Florea (Constanza, 29 de septiembre de 1980) es un deportista rumano que compitió en natación, especialista en el estilo espalda.
Participó en tres Juegos Olímpicos de Verano, obteniendo una medalla de bronce en Atenas 2004, en la prueba de 200 m espalda, el sexto lugar en Sídney 2000 y el séptimo en Pekín 2008, en la misma prueba.
Ganó tres medallas en el Campeonato Europeo de Natación entre los años 2004 y 2008, y una medalla de bronce en el Campeonato Europeo de Natación en Piscina Corta de 2006.

## Palmarés internacional
| Juegos Olímpicos                    | Juegos Olímpicos         | Juegos Olímpicos  | Juegos Olímpicos |
| Año                                 | Lugar                    | Medalla           | Prueba           |
| ----------------------------------- | ------------------------ | ----------------- | ---------------- |
| 2004                                | Atenas (Grecia)          | Medalla de bronce | 200 m espalda    |
| Campeonato Europeo                  |                          |                   |                  |
| Año                                 | Lugar                    | Medalla           | Prueba           |
| 2004                                | Madrid (España)          | Medalla de plata  | 200 m espalda    |
| 2006                                | Budapest (Hungría)       | Medalla de bronce | 200 m espalda    |
| 2008                                | Eindhoven (Países Bajos) | Medalla de bronce | 200 m espalda    |
| Campeonato Europeo en Piscina Corta |                          |                   |                  |
| Año                                 | Lugar                    | Medalla           | Prueba           |
| 2006                                | Helsinki (Finlandia)     | Medalla de bronce | 200 m espalda    |